# Francesco Corbetta (componist)

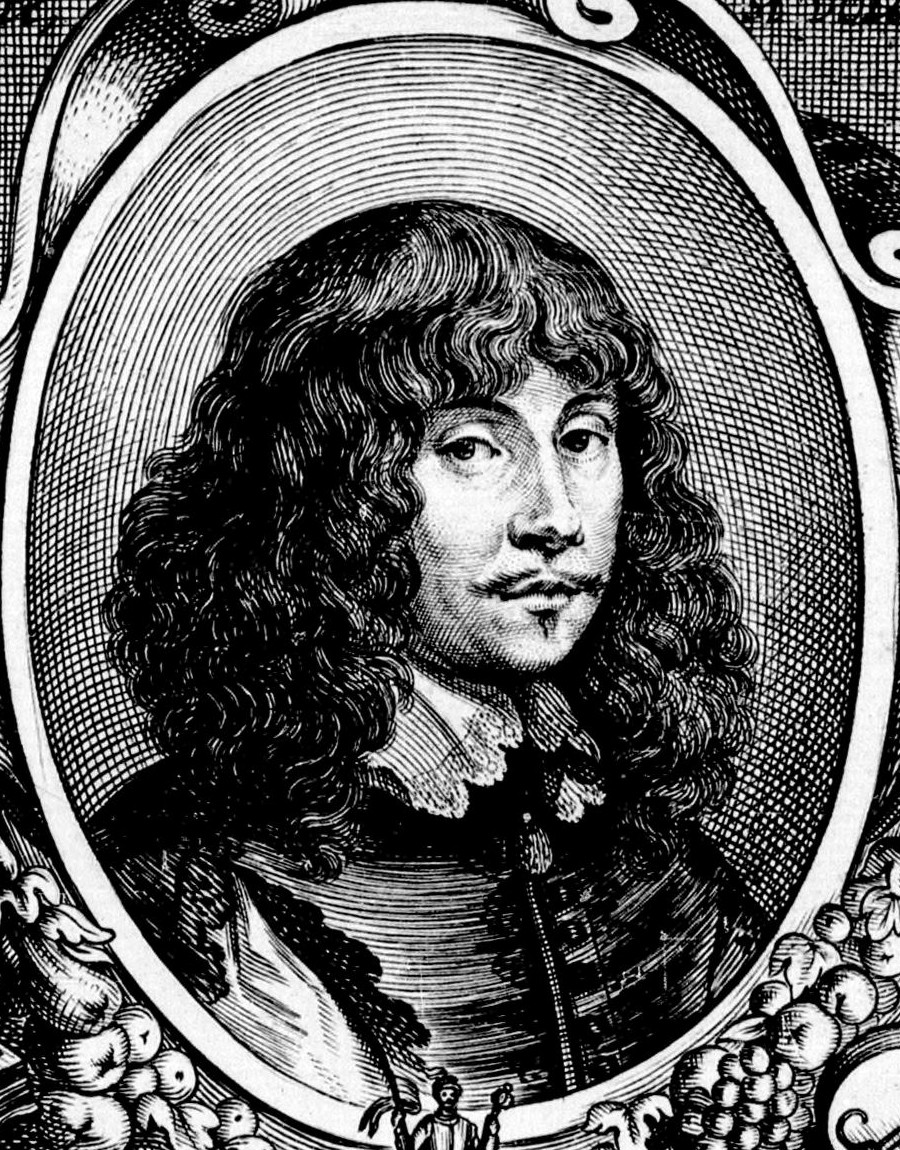
Francesco Corbetta

Francesco Corbetta (± 1615  - 1681, in het Frans ook Francisque Corbette) was een Italiaans gitarist, leraar en componist. Het werkte aan het koninklijk hof van Lodewijk XIV in Parijs en vertrok daarna naar Londen. Hij wordt beschouwd als een van de grootste virtuozen van de barokgitaar.
- Bibsys: 5054519
- Biblioteca Nacional de España: XX4581159
- Bibliothèque nationale de France: cb13892731h (data)
- Gemeinsame Normdatei: 122776526
- International Standard Name Identifier: 0000 0001 1804 7067
- Library of Congress Control Number: nr91038178
- Nationale Bibliotheek van Letland: 000148240
- MusicBrainz: ef43b34f-c75e-4482-b73b-a33dc128a06c
- Bibliotheek van het Japanse parlement: 01036851
- Nationale Bibliotheek van Tsjechië: xx0040839
- Nationale Bibliotheek van Israël: 987007295955505171
- Nationale Bibliotheek van Polen: a0000003690629
- Nederlandse Thesaurus van Auteursnamen: 095900535
- SNAC: w6vt2hxx
- Système universitaire de documentation: 146780914
- Trove: 803949
- Virtual International Authority File: 107039669
- WorldCat: E39PCjx3Y6QvxCWrktdkw7GXHP